# أيمن المديفر
أيمن المديفر، ممثل سعودي. بدأ التمثيل في طفولته وشارك من خلال مسلسل يوميات وضاح ثم اشترك ببعض الأدوار الكوميدية في مسلسل طاش ما طاش لكنه غير من جلده الفني بدور جريء خلال مسلسل أيام السراب.

## أعماله

### في التلفزيون
- يوميات وضاح
- طاش ما طاش - أكثر من جزء.
- يوميات راشد - عام 2003
- عمشة بنت عماش - عام 2007
- بيني وبينك (مسلسل). - ثلاث اجزاء
- عذاب. عام 2009
- ايام السراب 2010
- من الآخر. عام 2012
- كلام الناس. عام 2012
- جرذان الصحراء (مسلسل) عام 2014
- حصاد الزمن (مسلسل) عام 2015

## روابط خارجية
- أيمن المديفر على موقع قاعدة بيانات الأفلام العربية